# Red (gruppo musicale)
I Red (talvolta stilizzati in R3D o RED) sono un gruppo musicale alternative metal/christian rock statunitense formatosi nel 2002 a Nashville, Tennessee.

## Storia

### Gli inizi (2002-2004)
I Red erano ufficialmente formati dal chitarrista Anthony Armstrong, dal suo fratello gemello e bassista Randy Armstrong, dal cantante Michael Barnes, e dall'altro chitarrista e compositore principale della band Jasen Rauch, che lascerà la band negli anni seguenti (passerà ai Breaking Benjamin nel 2014). Scoperti dal produttore Rob Graves, firmarono un contratto con la casa di produzione di cui era proprietario Graves e registrarono diversi demo, per poi entrare nell'orbita Sony BMG con l'etichetta satellite Essential. Il batterista Hendrix venne licenziato e sostituito da Hayden Lumb (gemello dell'ex chitarrista dei Paramore Hunter Lamb), prima che Graves, come premio al buon lavoro svolto fino a quel momento con i Red, potesse produrre l'album di debutto della band, End of Silence.

### End of Silence(2004-2008)
End of Silence viene pubblicato il 6 giugno 2006 e nominato nella categoria "Best Rock or Rap Gospel Album" in occasione della 49ª edizione dei Grammy Awards.
Il primo singolo estratto è Breathe into Me, che raggiunge la posizione numero 15 nella U.S. Mainstream Rock chart e viene premiato come "Rock Recorded Song of the Year" alla 38ª edizione dei GMA Dove Awards, singolo cui seguono Let Go e Already Over.
La band prende parte ai tour di numerosi gruppi musicali, quali Three Days Grace, Papa Roach, Breaking Benjamin, Staind, Seether e Flyleaf.

### Innocence & Instinct(2008-2010)
Il secondo album della band, stavolta sotto l'etichetta Sony BMG, Innocence & Instinct, viene pubblicato il 10 febbraio 2009 e debutta nella U.S. Billboard 200 al 15º posto vendendo 39 000 copie nella prima settimana di uscita. Inoltre, riceve numerose recensioni positive e si posiziona al 5º posto su iTunes tra gli album più scaricati in assoluto, ad una settimana dall'uscita. L'album consta di 10 canzoni, ma ne esiste anche un'edizione Deluxe, nella quale sono contenuti altri 4 brani, il video musicale di Death of Me, photo gallery ed un video backstage intitolato "Making of Innocence & Instinct".
In occasione dell'uscita del singolo Fight Inside, i Red hanno conseguito un record: prima, infatti, nessuna band Christian rock era mai riuscita a raggiungere la posizione numero 1 al debutto nella classifica Rock & Records.
La canzone Shadows è stata composta in collaborazione col chitarrista/vocalist dei Breaking Benjamin Ben Burnley nel 2009.

### Until We Have Faces(2010-2012)
Il loro terzo album, viene pubblicato il 2 febbraio 2011. I Red hanno pubblicato un video sulla loro pagina di Facebook, che mostra il nome della band su un foglio di pergamena. Dopo alcuni secondi la pergamena prende fuoco, mostrando il nome dell'album. Il cantante Michael Barnes ha annunciato sulla sua pagina di Facebook che l'album sarà prodotto da Rob Graves, che è il produttore anche dei precedenti due. I Red suonano nuove canzoni live e pubblicano il primo singolo in gennaio 2011. L'album contiene 12 tracce (11 canzoni ed un'intro).

### Release the Panic(2012-2014)
Il 10 giugno 2012 i Red hanno annunciato che presto sarebbero cominciati i lavori per un nuovo album con la produzione di Howard Benson (produttore di altre band dello stesso genere come Skillet e Thousand Foot Krutch). I Red aggiungono anche che i fan sentiranno una nuova canzone entro la fine dell'anno. Il 17 settembre 2012 i Red postano un video sul loro sito web annunciando che l'album uscirà precisamente il 5 febbraio 2013. Release the Panic, questo il titolo del nuovo album, viene infatti pubblicato il 5 febbraio.

### Of Beauty and Rage(2014-2017)
Il 28 novembre 2014 il gruppo annuncia che il quinto album in studio, Of Beauty and Rage, pubblicato il 24 febbraio 2015 l'album ha ricevuto critiche positive ed apprezzamenti. Segna una vera svolta rispetto al precedente Release the Panic. Nell'album sono presenti ben 13 archi ed è stato minuziosamente curato. Si va dai più potenti e disperati scream ad una dolcezza malinconica e melodica. La sua uscita dell'album è stata accompagnata da una graphic novel.

### Gone(2017-2018)
Il 26 settembre del 2017, la Gospel Music Association pubblica un articolo sull'uscita del sesto album Gone. L'articolo afferma anche che i Red avrebbero venduto ben 2 milioni di album. Il materiale del sesto album era già in fase di lavorazione nel novembre del 2016, con le principali sessioni di prova che si svolgono il mese dopo. Anthony Armstrong ha espresso un cambiamento nella pubblicazione degli album in modo tradizionale a causa del declino delle vendite fisiche e la popolarità della musica digitale. Ha inoltre affermato che il gruppo si sarebbe allontanato dai mercati di musica cristiana più su questa uscita, e che avrebbe concentrato più sforzi sulla promozione e nel tour all'interno del mercato della musica generale, che è dove hanno cominciato. Gone è stato annunciato ufficialmente nel settembre del 2017, ed è stato pubblicato il 27 ottobre, debuttando al numero 13 della classifica nel Billboard 200. È stata pubblicata anche un'edizione deluxe di 17 tracce. Nel marzo e aprile del 2018 hanno fatto un tour con Lacey Sturm, Righteous Vendetta e Messer.

### Declaration(2019-2022)
La band ha annunciato di non avere più un contratto con Essential/Sony e che registreranno il loro prossimo album indipendentemente. Hanno anche annunciato che il batterista in tour Dan Johnson si unirà alla band a tempo pieno come loro quarto membro, facendo così una formazione da 4 pezzi per la prima volta dal 2014. La band hanno pubblicato un aggiornamento tramite un video YouTube il 21 gennaio 2019. Hanno annunciato di non avere più un contratto con Essential/Sony e che registreranno il loro prossimo album indipendentemente. Hanno anche annunciato che il batterista in tour Dan Johnson si unirà alla band a tempo pieno come loro quarto membro, facendo così una formazione da 4 pezzi per la prima volta dal 2014. Il 7 giugno, la band pubblica "The Evening Hate", il loro nuovo primo singolo musicale pubblicato dall'abbandono della loro casa discografica. Dopo aver annunciato una piccola serie di tour per il 10º anniversario del loro 2º album di studio Innocence & Instinct, la band pubblica un altro singolo "From The Ashes", accompagnato da un Lyric Video, e ha annunciato altre date del tour. Il 17 settembre, hanno annunciato un tour in compagnia degli In Flames per 36 date in tutto il Nord America. L'11 ottobre la band ha annunciato il loro nuovo EP, The Evening Hate, il quale sarebbe stato pubblicato il 1º novembre, in aggiunta a un nuovo singolo, "Hemorrage", una cover dell'omonima canzone dei Fuel.
Il 10 gennaio 2020, la band ha annunciato il loro 7º album di studio in uscita, Declaration, la cui pubblicazione è stata impostata per il 10 aprile 2020. Il 25 marzo, la band ha annunciato che il loro album di studio sarebbe stato pubblicato una settimana dopo rispetto alla data originale. L'album è uscito il 3 aprile, e ha raggiunto il 61º posto della classifica nel Billboard 200. Il 9 febbraio 2021, la band ha annunciato di essersi separati dal batterista Dan Johnson. Poco dopo la partenza di Johnson, la band ha assunto come nuovo batterista del gruppo, Brian Medeiros.
Il 2 dicembre 2022 uscirà il primo album dal vivo del gruppo Until We Have Faces: Live and unplugged.

### Rated R(2023-presente)
La band statunitense ha annunciato tramite un post Facebook il 24 gennaio 2023 l'uscita del loro nuovo album Rated R prevista per la primavera 2023, mentre il 17 maggio dello stesso anno pubblica sul canale YouTube ufficiale un video nel quale appare scritta la data 6.16 (16 giugno), data in cui viene pubblicato un secondo video nel quale sono annunciati la data d'uscita del primo singolo Surrogates prevista per il 4 agosto e dell'intero album per il 29 settembre e i nomi degli altri brani raccolti in esso: Your devil is a ghost, Minus it all, Cold World, Tell me how to say goodbye, The suffering, Still bleeding, Our time will come, Last forever, Emergency. Il gruppo ha inoltre annunciato che l'ex batterista Joe Rickard è stato ingegner del mix di Rated R oltre ad aver fornito il ruolo nell'album precedente Declaration, l'album è stato prodotto interamente dal chitarrista principale della band Anthony Armstrong. Viene perfino annunciato il lancio del loro "Rated R tour" a settembre.

## Formazione

### Formazione attuale
- Michael Barnes - voce (2002-presente)
- Anthony Armstrong - chitarra (2002-presente)
- Randy Armstrong - basso, cori, pianoforte (2002-presente)

### Ex componenti
- Andrew Hendrix - batteria (2004-2006)
- Hayden Lumb - batteria (2006-2008; morto nel 2024)
- Jasen Rauch - chitarra (2004-2009; turnista in studio 2017)
- Joe Rickard - batteria (2009-2014; turnista live 2008-2009; turnista in studio 2008, 2014, 2017)
- Dan Johnson - batteria (2019-2021; turnista live 2014-2018; turnista in studio 2014)
- Brian Medeiros - batteria (2021-2025)

### Turnisti live
- Dango Cellan - batteria (2014)
- Lucio Rubino - chitarra, cori (2022)

## Discografia

### Album in studio
- 2006 – End of Silence
- 2009 – Innocence & Instinct
- 2011 – Until We Have Faces
- 2013 – Release the Panic
- 2015 – Of Beauty and Rage
- 2017 – Gone
- 2020 – Declaration
- 2023 – Rated R

## Awards
| Anno | Premio                                                   | Esito           |
| ---- | -------------------------------------------------------- | --------------- |
| 2007 | Rock Recorded Song of the Year ("Breathe Into Me")       | Vincitore/trice |
| 2007 | Rock Album of the Year (End of Silence)                  | Candidato/a     |
| 2007 | Short Form Music Video of the Year ("Breathe Into Me")   | Candidato/a     |
| 2008 | Rock Recorded Song of the Year ("Break Me Down")         | Candidato/a     |
| 2009 | Rock Recorded Song of the Year ("Lost")                  | Vincitore/trice |
| 2010 | Rock Recorded Song of the Year ("Fight Inside")          | Candidato/a     |
| 2010 | Rock Album of the Year (Innocence & Instinct)            | Vincitore/trice |
| 2011 | Rock Recorded Song of the Year ("Start Again")           | Vincitore/trice |
| 2012 | Rock/Contemporary Recorded Song of the Year ("Faceless") | Candidato/a     |
| 2012 | Rock Album of the Year (Until We Have Faces)             | Candidato/a     |
| 2012 | Short Form Music Video of the Year ("Feed the Machine")  | Candidato/a     |
| 2013 | Rock Song of the Year ("Who We Are")                     | Candidato/a     |
| 2013 | Rock Song of the Year ("Perfect Life")                   | Candidato/a     |
| 2013 | Rock Album of the Year (Release the Panic)               | Vincitore/trice |
| 2014 | Rock Song of the Year ("Die for You")                    | Candidato/a     |
| 2014 | Rock Song of the Year ("Run and Escape")                 | Candidato/a     |
| 2014 | Rock Album of the Year (Release the Panic: Recalibrated) | Candidato/a     |
| 2015 | Rock Song of the Year ("Darkest Part")                   | Candidato/a     |
| 2015 | Rock Album of the Year (Of Beauty and Rage)              | Vincitore/trice |
| 2018 | Rock / Contemporary Recorded Song of the Year ("Gone")   | Candidato/a     |
| 2018 | Rock / Contemporary Album of the Year (Gone)             | Candidato/a     |
| 2018 | Short Form Video of the Year ("Gone")                    | Candidato/a     |